# Aleksandar Vučić
Aleksandar Vučić (srbsko Александар Вучић), srbski politik, * 5. marec 1970, Beograd.
Vučić je bil predsednik srbske vlade v dveh mandatih: od 2014 do 2016 in od 2016 do 2017, ter podpredsednik vlade med letoma 2012 in 2014. Bil je tudi poslanec v srbskem parlamentu, minister za informiranje (1998 do 2000), med letoma 2012 in 2013 pa tudi minister za obrambo. Aprila 2017 je bil izvoljen za predsednika države, in sicer z več kot 55 % glasov v prvem krogu. Funkcijo je uradno prevzel 31. maja 2017 in na tem mestu nasledil Tomislava Nikolića. Svečano je bil inavguriran 23. junija 2017.
Vučić je kot minister za informiranje v vladi Slobodana Miloševića uvedel omejevalne ukrepe proti novinarjem, zlasti med vojno na Kosovu. V obdobju po Buldožer revoluciji je bil eden najvidnejših osebnosti opozicije. Od ustanovitve nove stranke leta 2008 se je od prvotne skrajno desne in trde evroskeptične platforme preusmeril k proevropskim, konservativnim in populističnim političnim pozicijam. Koalicija pod vodstvom Srbske napredne stranke (SNS) je zmagala na volitvah leta 2012 in prvič postala del vlade, kar je privedlo do vzpostavitve sistema dominantnih strank. Potem ko je leta 2014 postal predsednik vlade, je obljubil, da bo še naprej sledil procesu približevanja Evropski uniji s privatizacijo državnih podjetij in liberalizacijo gospodarstva.
Decembra 2015 je EU na pristopni konferenci s srbsko delegacijo pod vodstvom Vučića odprla prva poglavja. Bil je ena od ključnih osebnosti sodelovanja in dialoga med kosovsko in srbsko vlado ob posredovanju EU, ki se je zavzemal za uresničevanje bruseljskega sporazuma o normalizaciji medsebojnih odnosov. Po pogajanjih ob posredovanju Združenih držav Amerike je septembra 2020 podpisal sporazum o normalizaciji gospodarskih odnosov s Kosovom in tudi o selitvi srbskega veleposlaništva v Izraelu v Jeruzalem. Vučić je eden od pobudnikov Odprtega Balkana (prej znanega kot Mini Schengen Zone), ekonomske cone balkanskih držav, ki naj bi zagotavljala "štiri svoboščine". Opazovalci so Vučićevo vladavino opisali kot avtoritaren, avtokratski ali neliberalni demokratični režim, pri čemer so navedli okrnjeno svobodo tiska.